# Претоманід
Претоманід (англ. Pretomanid) — синтетичний препарат, який є похідним нітроімідазолу, та застосовується перорально. Претоманід застосовується разом із лінезолідом і бедаквіліном для лікування мультирезистентного туберкульозу. Уперше претоманід був схалений FDA в серпні 2019 року, а в грудні 2021 року претоманід був зареєстрований в Україні, яка стала лише п'ятою країною в світі, яка схвалила цей препарат.

## Фармакологічні властивості
Претоманід — синтетичний протитуберкульозний препарат, який є похідним нітроімідазолу. Механізм дії препарату полягає в інгібуванні синтезу компонентів клітинної стінки мікобактерій, міколевих кислот, а також у порушенні синтезу білку в мікобактеріях, що спричинює бактерицидну дію щодо мікобактерій. Претоманід застосовується для лікування мультирезистентного туберкульозу, лише в комбінації з лінезолідом і бедаквіліном, самостійне призначення деламаніду не допускається.

### Фармакокінетика
Претоманід відносно повільно всмоктується при пероральному прийомі, максимальна концентрація препарату в крові досягається протягом 4—5 годин після прийому претоманіду. Біодоступність препарату значно збільшується при прийомі з їжею. Препарат добре (на 86 %) зв'язується з білками плазми крові. Претоманід метаболізується в печінці, виводиться препарат переважно із сечею (53 %), частково з калом (38 %). Період напіввиведення претоманіду становить 16—17 годин, даних про збільшення цього часу при важких порушеннях функції печінки або нирок немає.

## Покази до застосування
Претоманід застосовується у складі комбінованої терапії туберкульозу, спричиненого штамами мультирезистентної туберкульозної палички.

## Побічна дія
При застосуванні претоманіду в комбінації з бедаквіліном і лінезолідом найчастішими побічними ефектами є нудота і блювання, які можуть бути ознакою лактатацидозу, підвищення рівня печінкових ферментів, анемія, лейкопенія, тромбоцитопенія, панцитопенія, периферична та оптична нейропатія, подовження інтервалу QT на ЕКГ.

## Протипоказання
Претоманід протипоказаний при підвищеній чутливості до препарату, або при підвищеній чутливості до бедаквіліну або лінезоліду, які застосовуються разом із ним.

## Форми випуску
Претоманід випускається у вигляді таблеток по 0,2 г.